# Acronicta hastulifera
Acronicta hastulifera là một loài bướm đêm trong họ Noctuidae.